# Lucy Laridon
Lucy Laridon (1872 – 1950), was een Belgisch kunstschilder.

## Biografie
Lucy Laridon was de zus van Louise Laridon (1868-1943), de echtgenote van kunstenaar Emile Vloors. De zussen waren allebei verdienstelijke schilderessen, en ze waren de favoriete modellen van Emile Vloors. Dit blijkt onder meer uit het schilderij Het schaakspel van Vloors uit de collectie van het KMSKA. 

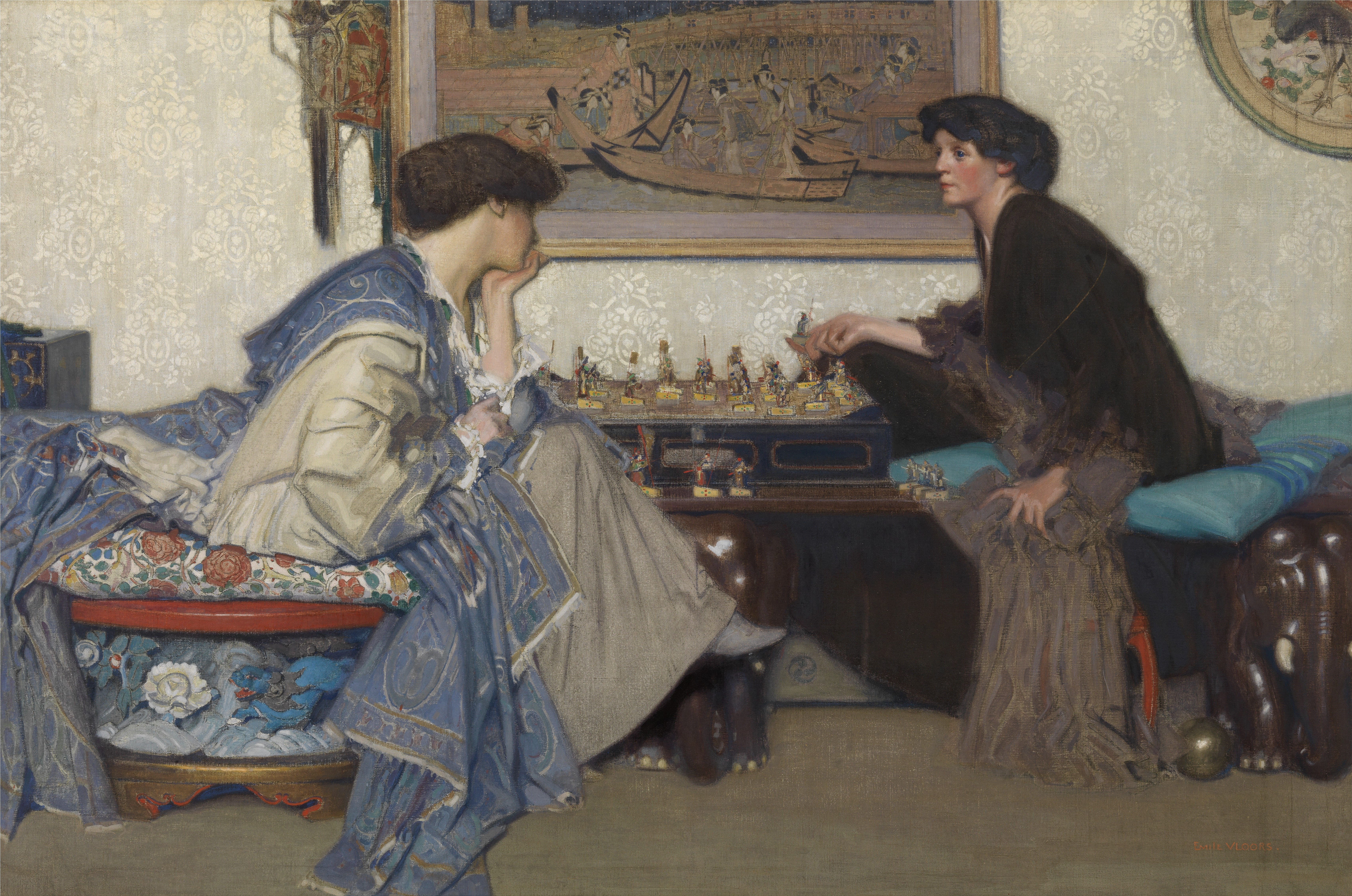
Emile Vloors, Het Schaakspel, collectie KMSKA, inv. 2870, CC0

## Werk
In de collectie van het KMSKA bevindt zich het werk Stilleven met appelen en maretak van Lucy Laridon. 

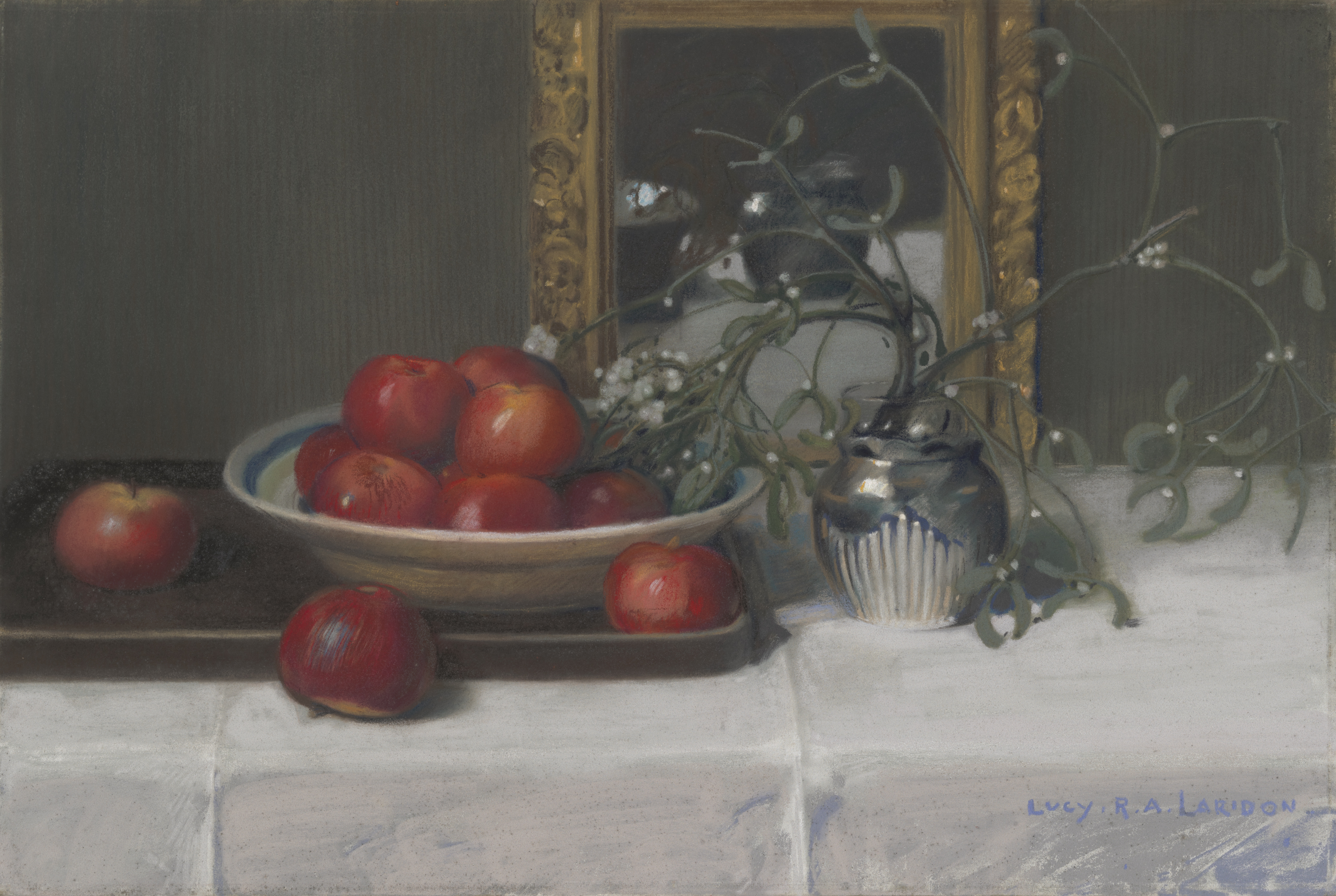
Lucie R.-A. Laridon, Stilleven met appelen en maretak, pastelkrijt op karton, afmetingen: 490 × 740 mm, collectie KMSKA, inv. 2874, CC0

## Tentoonstellingen
Lucy Laridon stelde onder meer tentoon op:
- Inhuldigingstentoonstelling der Stadsfeestzaal, met de ondersteuning van het Gemeentebestuur (Antwerpen), 8 februari - 9 maart 1908 (Exposition inaugurale de la Salle des Fêtes de la Ville, sous les auspices de l'Administration Communale)[1]
- Wereldtentoonstelling Gent 1913 - Exposition Universelle et Internationale de Gand en 1913: Groupe II. Beaux-Arts: Œuvres modernes[2]
- Exposition Générale des Beaux-Arts / Salon Triennale 41, 9 mei - 2 november 1914, Palais du Cinquantenaire, Brussel[3]